# جوزوردان السفلي (رقة)
جوزوردان السفلی (بالإنجليزية: Jowzurdan-e Sofla)‏ هي مستوطنة تقع في إيران في قسم رقة الريفي.